# Нгариму, Моана-Нуи-а-Кива
Моана-Нуи-а-Кива Нгариму VC (англ. Moana-Nui-a-Kiwa Ngarimu; 7 апреля 1918 — 27 марта 1943) — второй лейтенант Армии Новой Зеландии, кавалер Креста Виктории (посмертно).

## Ранние годы
Нгариму родился 7 апреля 1918 года в местечке Варепонга в регионе Ист-Кост. По происхождению маори из иви Нгати Пороу и Те Ванау-а-Апануи. Родители — Хамуэра Мекету Нгариму и Мараэа Нгариму. Тётя — Матероа Риди, одна из вождей Нгати Пороу. Двоюродный брат — Арнольд Риди, офицер ордена Британской империи. Нгариму вырос в Руаториа, где учился в школе Хирухарама. Окончил Колледж Те Ауте в Пукехоу в Хокс-Бей. По окончании 4-го курса колледжа ушёл работать на овечью ферму своего отца пастухом.

## Воинская служба
11 февраля 1940 года Нгариму добровольцем записался в 28-й батальон маори Армии Новой Зеландии, который в мае 1940 года в составе 2-го эшелона Новозеландских экспедиционных сил должен был прибыть на Ближний Восток и присоединиться к 1-му эшелону, но в итоге прибыл в Англию, где участвовал в организации обороны на случай возможного морского вторжения Германии. В марте 1941 года батальон прибыл в Египет. Нгариму участвовал в Греческой и Критской операциях, а затем и в Североафриканской кампании в апреле 1942 года, служил офицером разведки, затем командовал взводом.
В марте 1943 года начались бои в Тунисе. 2-я новозеландская дивизия, куда входил батальон маори, получила приказ взять ущелье Тебага, что усложнялось в условиях горной местности: хотя с высоты было прекрасно видно ущелье и оно было не особо защищено, несколько холмов были под контролем немцев. Высоту 209 удерживал 2-й батальон 433-го моторизованного полка 164-й лёгкой пехотной дивизии вермахта. Рота Нгариму получила приказ занять высоту 209, и 26 марта его люди поднялись по склону и заняли некую вершину, однако позже выяснилось, что это была не высота 209 и до неё ещё надо было добираться. Немецкие войска попытались сбросить отряд Нгариму с холма, он сам был дважды ранен, но за ночь его отряд отразил серию контрударов. На следующее утро, 27 марта, в одной из контратак немцев Нгариму погиб.
В тот же день после британской артиллерийской подготовки немцы оставили высоту 209. Нгариму был похоронен на кладбище Сфакс в Тунисе, а его именем была названа стипендия для маорийских студентов.

### Награждение крестом Виктории
В London Gazette от 4 июня 1943 года было опубликовано следующее сообщение:

ЕГО ВЕЛИЧЕСТВО милостиво соизволил наградить посмертно Крестом Виктории второго лейтенанта Моана-Нуи-а-Кива Нгариму.
Во время сражения в ущелье Тебага 26 марта 1943 года второй лейтенант Нгариму командовал взводом во время атаки на стратегически важную высоту 209. Ему был дан приказ атаковать и захватить передовые позиции собственно у высоты 209 и сдерживать натиск превосходящих сил противника. Он повёл своих людей с огромной решительностью прямо по склону холма, игнорируя интенсивный миномётный и пулемётный огонь, что привело к огромным потерям. Показывая храбрость и выдающееся лидерство, он первым поднялся на вершину холма, лично уничтожив два пулемётных гнезда. Перед лицом решительной атаки остатки войск противника бежали, однако дальнейшее продвижение оказалось невозможным, поскольку противоположный склон холма простреливался из пулемётных позиций собственно с высоты 209.
Под прикрытием сильнейшего миномётного обстрела враг нанёс контрудар, но второй лейтенант Нгариму приказал своим людям стоять и уничтожать врагов. Они совершали это так эффективно, что нападающие буквально были сброшены вниз, а второй лейтенант Нгариму лично уничтожил нескольких. Он был дважды ранен: первый раз пулей из винтовки в плечо, второй раз осколком в ногу, и хотя командиры его роты и батальона приказывали ему отступать, он отказался от этого, заявив, что хотел бы остаться подольше со своими людьми. Он оставался до тех пор, пока не встретил смерть на следующее утро.
Ночью этот офицер и его уставший взвод заняли позиции на скале на переднем склоне холма, а враг расположился точно так же на противоположном склоне холма на расстоянии 20 ярдов. Ночью враг несколько раз проводил яростные атаки, чтобы выбить второго лейтенанта Нгариму и его людей, но каждую контратаку отражал второй лейтенант Нгариму со своими вдохновляющими лидерскими качествами. Во время одной из контратак враг, бросая ручные гранаты, сумел прорвать линию обороны в центре. Без раздумий этот офицер помчался в подвергаемую атаке зону, а тех врагов, которых не убил, он сбросил вниз с помощью камней и автомата Томпсона.
Во время ещё одной решительной контратаки удара дрогнула часть линии обороны. Выкрикивая приказы и воодушевляя, он собрал своих людей и повёл их в кровопролитную битву обратно к прежним позициям. В течение всей ночи между атаками его люди подвергались пулемётному и миномётному огню, но второй лейтенант Нгариму тщательно следил за своей позицией, поддерживая морально своих подчинённых и вдохновляя их личным примером. Утром он всё ещё был на холме, но кроме него, в строю были только два солдата, не получивших ранения. На помощь к нему поспешили подкрепления. Утром враг снова нанёс контрудар, и в этой атаке второй лейтенант Нгариму погиб. Он погиб, стоя на ногах и бесстрашно встречая врага с автоматом Томпсона у бедра. Упав, он принял смерть на вершине, где уничтожил множество врагов, а многие выжившие противники свидетельствовали о его выдающейся храбрости и силе.
Оригинальный текст (англ.)The KING has been graciously pleased to approve the posthumous award of the Victoria Cross to Second-Lieutenant Moana-Nui-a-Kiwa Ngarimu.

During the action at the Tebaga Gap on 26 March 1943, 2nd Lieutenant Ngarimu commanded a platoon in an attack upon the vital hill feature, Point 209. He was given the task of attacking and capturing an under-feature forward of Point 209 itself and held in considerable strength by the enemy. He led his men with great determination straight up the face of the hill, undeterred by the intense mortar and machine-gun fire, which caused considerable casualties. Displaying courage and leadership of the highest order, he was himself first on the hill crest, personally annihilating at least two enemy machine-gun posts. In the face of such a determined attack the remainder of the enemy fled, but further advance was impossible as the reverse slope was swept by machine-gun fire from Point 209 itself.
Under cover of a most intense mortar barrage the enemy counter-attacked, and 2nd Lieutenant Ngarimu ordered his men to stand to and engage the enemy man or man. This they did with such good effect that the attackers were virtually mown down, 2nd Lieutenant Ngarimu personally killing several. He was twice wounded, once by rifle fire in the shoulder and later by shrapnel in the leg, and though urged by both his company and battalion commanders to go out, he refused to do so, saying that he would stay a little while with his men. He stayed until he met his death the following morning.
Darkness found this officer and his depleted platoon lying on the rock face of the forward slope of the hill feature, with the enemy in a similar position on the reverse slope about twenty yards distant. Throughout the night the enemy repeatedly launched fierce attacks in an attempt to dislodge 2nd Lieutenant Ngarimu and his men, but each counter-attack was beaten off by 2nd Lieutenant Ngarimu's inspired leadership. During one of these counter-attacks the enemy, using hand grenades, succeeded in piercing a certain part of the line. Without hesitation this officer rushed to the threatened area, and those of the enemy he did not kill he drove back with stones and with his tommy-gun.

During another determined counter-attack by the enemy, part of his line broke. Yelling orders and encouragement, he rallied his men and led them in a fierce onslaught back into their old positions. All through the night, between attacks, he and his men were heavily harassed by machine-gun and mortar fire, but 2nd Lieutenant Ngarimu watched his line very carefully, cheering his men on and inspiring them by his personal conduct. Morning found him still in possession of the hill feature but only he and two unwounded other ranks remained. Reinforcements were sent up to him. In the morning the enemy again counter-attacked and it was during this attack that 2nd Lieutenant Ngarimu was killed. He was killed on his feet defiantly facing the enemy with his tommy-gun at his hip. As he fell he came to rest almost on top of those of the enemy who had fallen, the number of whom survived testified to his outstanding courage and fortitude.

## Медаль
Генерал-губернатор Новой Зеландии, сэр Сирил Ньюолл 6 октября 1943 года на собрании маори в Руаториа представил медаль родителям погибшего солдата. На церемонии присутствовали члены правительства, послы разных стран и местные жители. Это был первый из двух крестов Виктории, которым был награждён представитель маори. В настоящее время крест является экспонатом галереи «Цена гражданства» музея Таирауити в Гисборне.